# Pestalozzi-Schule (Weimar)

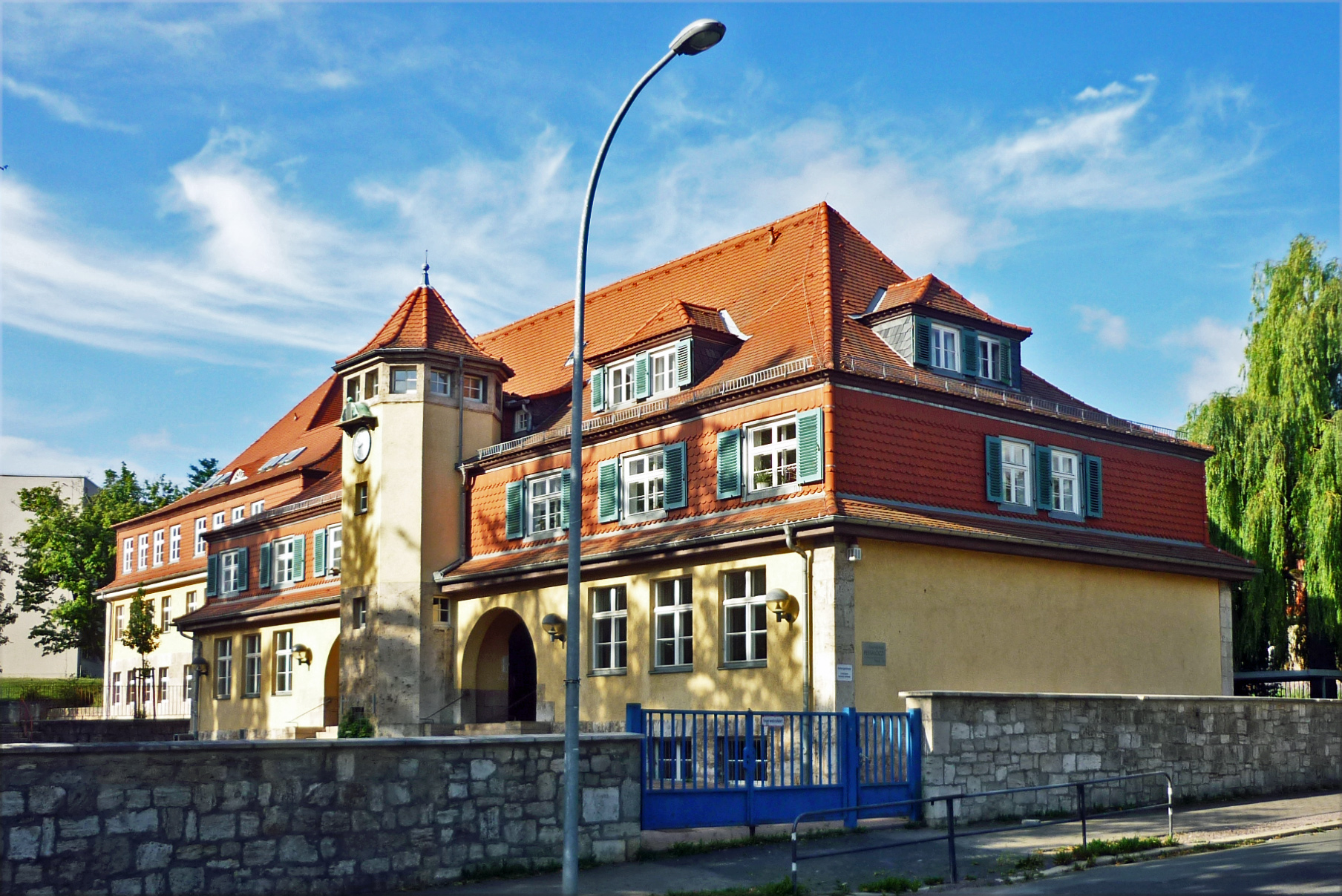
Pestalozzi-Schule Haus William-Shakespeare-Straße 15

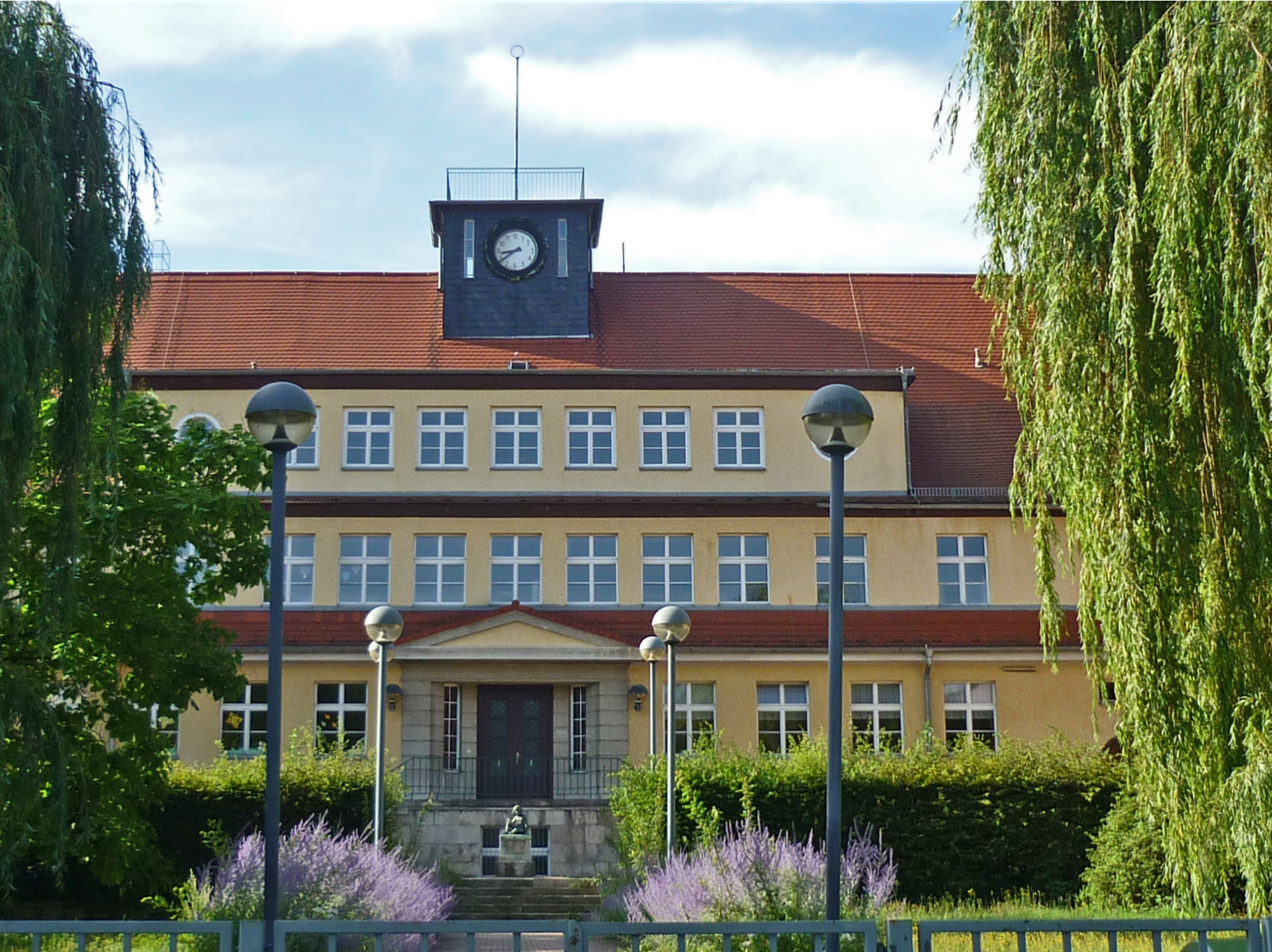
Pestalozzi-Schule Haus William-Shakespeare-Straße 15a

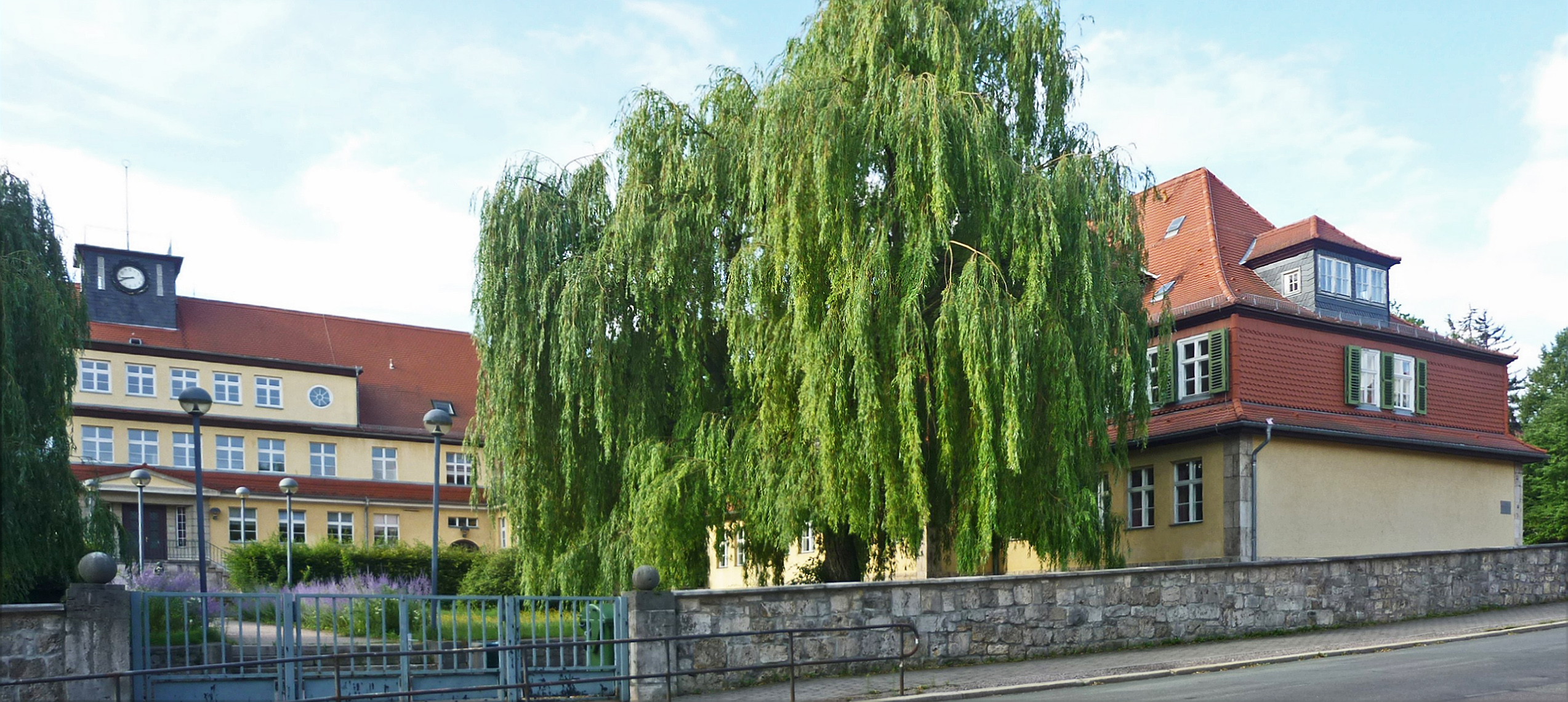
Pestalozzi-Schule Haus 15a–17

Die nach Johann Heinrich Pestalozzi benannte Pestalozzi-Schule in Weimar ist eine Grundschule und befindet sich in der William-Shakespeare-Straße 15–17 in der Westvorstadt an der Ecke zur Böhlaustraße. Dazu gehören die Gebäude Haus 15, 15a und 17. Mit Pestalozzis Namen ist auch sein sozialreformerisches Konzept verbunden, dem sich die Einrichtung verpflichtet fühlt.

## Geschichte
Im Jahre 1925 erfolgte der Bezug der Schule am Stadtrand Weimars durch Schülerinnen, Schüler und 4 Lehrkräfte der Herder- und Karl-August-Schule. Im Jahre 1927 wurde die „Kleinschule 2“ in Betrieb genommen. Während des Zweiten Weltkrieges wurde die Schule zum Lazarett umfunktioniert. Im Schulhof wurden im Zuge der Bauarbeiten bronzezeitliche Funde gemacht.
Vor der Pestalozzi-Schule mit Plastik Mädchen vor dem Haus 15a. Die Bronzefigur des sitzenden Mädchens ist ein Werk von Richard Engelmann und entstand 1929. Dabei handelt es sich um ein Porträt von Engelmanns Tochter Bärbel. Auf dem Steinsockel steht die Widmung: AN PESTALOZZI.
Der gesamte Bereich steht auf der Liste der Kulturdenkmale in Weimar (Einzeldenkmale). Die Schule ist mit einer grobbehauenen Mauer umgeben. Bemerkenswert sind die Portale der Gebäude des im Heimatschutzstil errichteten Komplexes mit neobarockem Charakter. Das Gebäude entsprach den Vorgaben des Weimarer Stadtbauamtes unter den Bauräten August Lehrmann und Max Vogeler. Lehrmann war hierbei auch der maßgebliche Architekt. Verwendetes Baumaterial ist Travertin aus dem Ilmtal und verputztes Ziegelmauerwerk. Vor dem Gebäude befindet sich eine Bushaltestelle. Die erwähnte Mädchengestalt ruht auf einem vierteiligen Travertinsockel.
Er entstand ungefähr 1925. Der Schulbetrieb läuft über die Gutenbergstraße 32, wo ein Schulneubau entstand. Der Beschluss zum Umzug der Schule 2010, der 2012 erfolgte, war offenbar nicht regelkonform.